# إدوارد د. كوكي
إدوارد د. كوكي (بالإنجليزية: Edward D. Cooke)‏ هو محامي وسياسي أمريكي، ولد في 17 أكتوبر 1849 في كاسكاد في الولايات المتحدة، وتوفي في 24 يونيو 1897 في واشنطن العاصمة في الولايات المتحدة. حزبياً، نشط في الحزب الجمهوري. وقد انتخب عضو مجلس نواب إلينوي وانتخب عضو مجلس النواب الأمريكي.